# Quadricalcarifera viridigriseus
Quadricalcarifera viridigriseus är en fjärilsart som beskrevs av Rothschild 1917. Quadricalcarifera viridigriseus ingår i släktet Quadricalcarifera och familjen tandspinnare. Inga underarter finns listade.